# Чемпионат Азии и Океании по самбо 2024
Чемпионат Азии и Океании по самбо 2024 года прошёл в городе Макао (Китай) 29 — 30 июня. Было разыграно 28 комплектов наград. Выступали 176 спортсменов, которые представляли 20 стран. Чемпионат в Макао стал первым соревнованием такого уровня по самбо в Китае. В неофициальном командном зачёте бесспорным победителем стала сборная Казахстана, завоевавшая 15 золотых, 7 серебряных и 4 бронзовых медали.

## Медалисты

### Мужчины
| Весовая категория | Золото                            | Серебро                         | Бронза                                                             |
| ----------------- | --------------------------------- | ------------------------------- | ------------------------------------------------------------------ |
| до 58 кг          | Ильхом Пармонов · Узбекистан      | Армат Кабдолов · Казахстан      | Син Джайонг · Республика Корея · Бабамурат Байрамов · Туркменистан |
| до 64 кг          | Сардор Олимджонов · Узбекистан    | Ессентай Имаханов · Казахстан   | Сапар Довлетов · Туркменистан · Мунхбат Ганхуянг · Монголия        |
| до 71 кг          | Убайдилло Муминов · Узбекистан    | Камбар Умаров · Туркменистан    | Алаи Сартов · Кыргызстан · Херлен Ганболд · Монголия               |
| до 79 кг          | Нурбол Сериков · Казахстан        | Парк Хосунг · Республика Корея  | Недир Аллабердыев · Туркменистан · Канчу Фотчара · Таиланд         |
| до 88 кг          | Еламан Койшибаев · Казахстан      | Агамират Башимов · Туркменистан | Цанг Чи Ханг · Гонконг · Жамалбек Асылбек Уулу · Кыргызстан        |
| до 98 кг          | Сапар Булат · Казахстан           | Немат Ёкубов · Узбекистан       | Комрон Карликов · Таджикистан · Артур Сансызбеков · Кыргызстан     |
| свыше 98 кг       | Емирхан Жолдошказиев · Кыргызстан | Темирлан Колбай · Казахстан     | Нурбек Тураев · Узбекистан · Канг Жинсу · Республика Корея         |

### Женщины
| Весовая категория | Золото                            | Серебро                       | Бронза                                                           |
| ----------------- | --------------------------------- | ----------------------------- | ---------------------------------------------------------------- |
| до 50 кг          | Айжан Жылкыбаева · Казахстан      | Азиза Назарова · Туркменистан | Сарантуя Гунжинлхам · Монголия · Канышай Аманкулова · Кыргызстан |
| до 54 кг          | Гулдана Алмуханбетов · Казахстан  | Микико Йосимо · Япония        | Гулсевар Уракова · Узбекистан · Саяра Розыева · Туркменистан     |
| до 59 кг          | Маржан Бизак · Казахстан          | Энхбаатар Номинтуя · Монголия | Муштарый Жаркова · Узбекистан · Мадина Айдогдыева · Туркменистан |
| до 65 кг          | Ассылжан Орынбассаров · Казахстан | Ли Сюнгуй · Республика Корея  | Мухлисахтон Кадирберганова · Узбекистан · Никита Чудхари · Индия |
| до 72 кг          | Шинар Абатова · Казахстан         | Уран-улзии Анужин · Монголия  | Зуба Орунова · Туркменистан · Динара Камчибекова · Кыргызстан    |
| до 80 кг          | Мадина Ержан · Казахстан          | Айслин Агнес Яп · Филиппины   | Саодат Ишмурадова · Туркменистан                                 |
| свыше 80 кг       | Феруза Хурозова · Узбекистан      | Си Сидни · Филиппины          | Сабина Агажанова · Туркменистан · Арайлым Абенова · Казахстан    |

### Боевое самбо
| Весовая категория | Золото                           | Серебро                              | Бронза                                                              |
| ----------------- | -------------------------------- | ------------------------------------ | ------------------------------------------------------------------- |
| до 58 кг          | Мирас Уалиев · Казахстан         | Даниэль Асеков · Кыргызстан          | Робин Каталан · Филиппины · Алихан Айдогдыев · Туркменистан         |
| до 64 кг          | Саяк Бараканов · Кыргызстан      | Керим Керимов · Туркменистан         | Маратбек Рахметоллин · Казахстан · Исломжон Олимжонов · Узбекистан  |
| до 71 кг          | Ниетхан Толеухан · Казахстан     | Курманбек Замирбек уулу · Кыргызстан | Сохей Игучи · Япония · Ли Жева · Республика Корея                   |
| до 79 кг          | Бакытжан Дуйсембеков · Казахстан | Абдулхади Абдулкарим · Ирак          | Максат Аннагылыжов · Туркменистан · Ахмед Синан · Мальдивы          |
| до 88 кг          | Сохибжон Хасанбоев · Узбекистан  | Кыран Айтбек · Казахстан             | Агасапар Мухадов · Туркменистан · Эдвард Талиай · Новая Зеландия    |
| до 98 кг          | Озодбек Муротов · Узбекистан     | Райхан Мади · Казахстан              | Сунилкумар Ресми Абхиманю · Индия · Бекназар Жимурсаев · Кыргызстан |
| свыше 98 кг       | Зийод Хакибоев · Узбекистан      | Талгат Жиентаев · Казахстан          | Безирген Бегенжов · Туркменистан · Кошали Назаркулов · Кыргызстан   |

### Боевое самбо (женщины)
| Весовая категория | Золото                          | Серебро                              | Бронза                                                                      |
| ----------------- | ------------------------------- | ------------------------------------ | --------------------------------------------------------------------------- |
| до 50 кг          | Багул Нурыева · Туркменистан    | Сарантуя Гунжинлхам · Монголия       | Ахмет Кымбат · Казахстан · Дия Канавадия · Индия                            |
| до 54 кг          | Гулсевар Уракова · Узбекистан   | Зарина Абдыйрахманова · Туркменистан | Куралай Кабралкызы · Казахстан · Акак Усон кызы · Кыргызстан                |
| до 59 кг          | Рушана Нуржавова · Туркменистан | Ганболд Ганцецег · Монголия          | Лайа Вест · Новая Зеландия · Шахзода Азатова · Узбекистан                   |
| до 65 кг          | Айнур Акжигитова · Казахстан    | Никита Чудхари · Индия               | Феруза Бобокулова · Узбекистан                                              |
| до 72 кг          | Анужин Уран-улзии · Монголия    | Аружан Кенессари · Казахстан         | Мадинабону Салохиддинова · Узбекистан · Гулзада Доранкулыева · Туркменистан |
| до 80 кг          | Улбоссын Адилова · Казахстан    | Айслинн Агнес Яп · Филиппины         | Мавлуда Абдуллаева · Узбекистан                                             |
| свыше 80 кг       | Анар Сейтимова · Казахстан      | Сабина Агажанова · Туркменистан      | Феруза Харозова · Узбекистан                                                |

## Общий медальный зачёт
*   Принимающая страна (Китай)
| Место           | Страна           | Золото | Серебро | Бронза | Всего |
| --------------- | ---------------- | ------ | ------- | ------ | ----- |
| 1               | Казахстан        | 15     | 7       | 4      | 26    |
| 2               | Узбекистан       | 8      | 1       | 10     | 19    |
| 3               | Туркменистан     | 2      | 6       | 13     | 21    |
| 4               | Кыргызстан       | 2      | 2       | 8      | 12    |
| 5               | Монголия         | 1      | 4       | 3      | 8     |
| 6               | Филиппины        | 0      | 3       | 1      | 4     |
| 7               | Республика Корея | 0      | 2       | 3      | 5     |
| 8               | Индия            | 0      | 1       | 3      | 4     |
| 9               | Гонконг          | 0      | 1       | 1      | 2     |
| 9               | Мальдивы         | 0      | 1       | 1      | 2     |
| 9               | Япония           | 0      | 1       | 1      | 2     |
| 12              | Ирак             | 0      | 1       | 0      | 1     |
| 13              | Новая Зеландия   | 0      | 0       | 2      | 2     |
| 14              | Таджикистан      | 0      | 0       | 1      | 1     |
| 14              | Таиланд          | 0      | 0       | 1      | 1     |
| Всего стран: 15 | Всего стран: 15  | 28     | 30      | 52     | 110   |